# Iglesia católica bizantina rutena

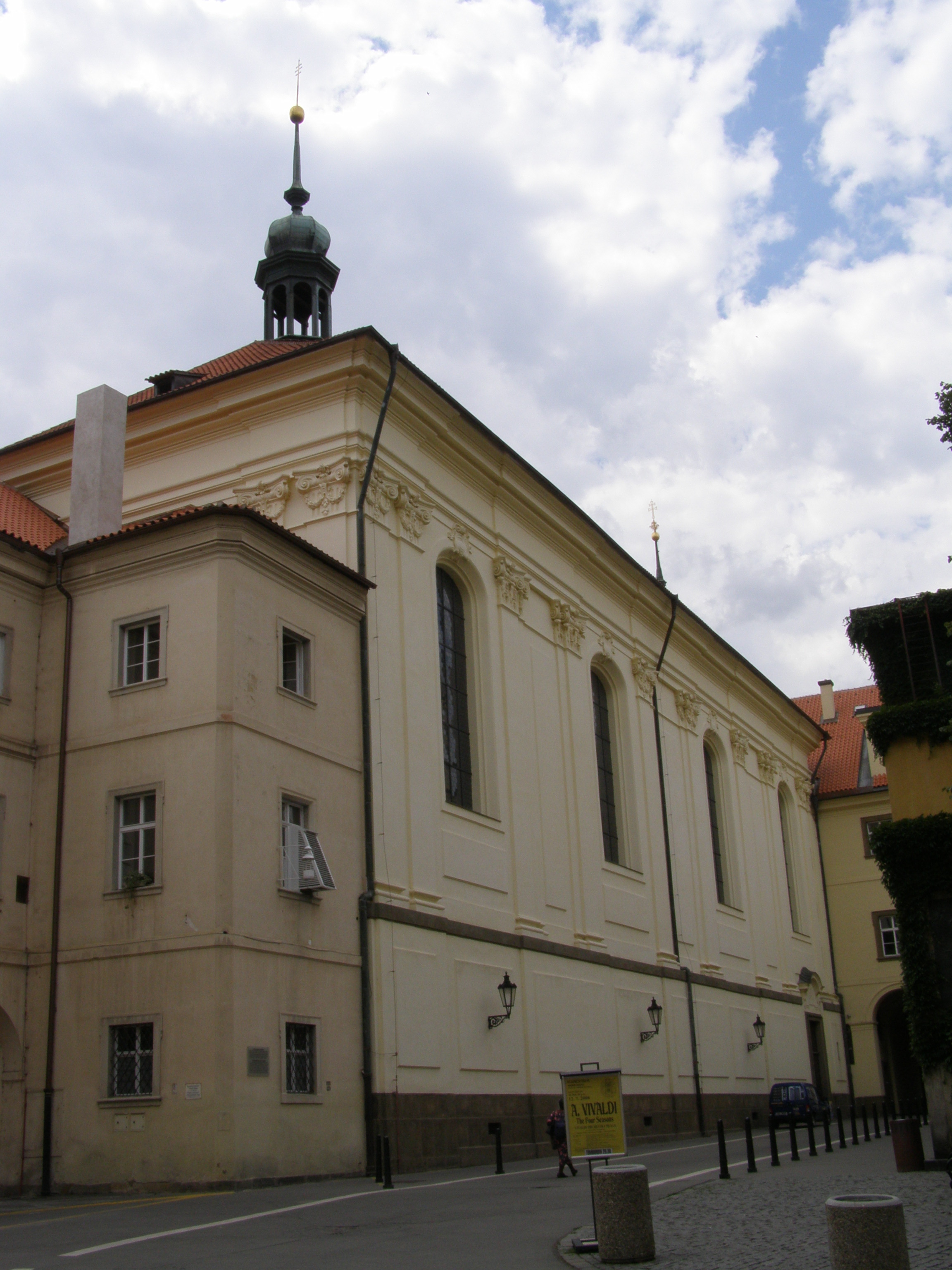
Catedral rutena de San Clemente en Praga

La Iglesia greco-católica rutena o Iglesia católica bizantina rutena, también llamada en América del Norte Iglesia católica bizantina (en latín: Ecclesia Graeco-Catholica Ruthenica; en ucraniano: Русинська візантійська католицька церква; en rusino, Русиньска ґрекокатолицька церьков; en inglés: Byzantine Catholic Church y en el Anuario Pontificio: Chiesa Rutena) es una de las 24 Iglesias sui iuris integrantes de la Iglesia católica. Es una Iglesia oriental católica que sigue la tradición litúrgica constantinopolitana (o bizantina) en la que utiliza como lenguaje litúrgico el eslavo eclesiástico y el ruteno, y en Estados Unidos y Canadá también el inglés. La Iglesia carece de un único jerarca que la presida y se divide en dos ramas independientes entre sí. La rama norteamericana está organizada como Iglesia metropolitana sui iuris de acuerdo a la forma prescripta por el capítulo 1 del título 6 del Código de los cánones de las Iglesias orientales y está presidida por el archieparca metropolitano de Pittsburgh (Primado William Charles Skurla), cuya sede se encuentra en Munhall —un suburbio de Pittsburgh— en Estados Unidos. La rama europea se divide en dos jurisdicciones inmediatamente sujetas a la Santa Sede: la eparquía de Mukácheve con sede en Úzhgorod en Ucrania (Primado Nil Jurij Luščak) y el exarcado apostólico para los católicos de rito bizantino de la República Checa (Primado Ladislav Hučko) con sede en Praga. Las dos ramas están bajo supervisión de la Congregación para las Iglesias Orientales.

## Etnicidad
La patria original de Iglesia católica rutena está ahora en el extremo occidental de Ucrania al sudoeste de los montes Cárpatos. El área tuvo diversos nombres en el pasado: Rutenia subcarpática, Cárpato-Ucrania, Cárpato-Rutenia, Cárpato-Rusia, Subcarpatia y es conocida ahora como Transcarpatia, constituyendo en su mayor parte la óblast de Zakarpatia en Ucrania. Aunque el término rutenos fue utilizado antes más ampliamente para los habitantes de la Rus de Kiev (rusos, ucranianos, bielorrusos y eslovacos) hoy es utilizado por las autoridades de la Iglesia católica en un sentido más específico, por lo que debe distinguirse entre la antigua Iglesia rutena surgida en la cristianización de la Rus de Kiev e incorporada a la Iglesia católica con la Unión de Brest en 1596 —que es hoy continuada principalmente la Iglesia greco-católica ucraniana— y la actual Iglesia rutena que a partir de los mismos orígenes que la anterior se incorporó a la Iglesia católica con la Unión de Úzhgorod en 1646 —que hoy es la Iglesia católica bizantina rutena—.
Aunque en la actualidad la Iglesia rutena es multinacional, en términos de pertenencia étnica, los católicos rutenos prefieren ser llamados rusinos (en idioma ruteno: Русины, y también Руснакы hispanizado como rusniacos, aunque suelen traducirse como rutenos). La palabra latina rutheno es una latinización de la palabra Русины, que es el nombre aplicado originalmente a los habitantes de la Rus de Kiev que vivían en Podolia, Galitzia del norte, Volinia y Kiev. Así fue utilizado en escritos de Martinus Gallus en 1190 y Saxo Grammaticus en 1203. El idioma ruteno dio origen a los actuales idiomas ucraniano, bielorruso y ruso. Los rusinos se relacionan de cerca con el ucranianos y hablan dialectos muy cercanos al idioma ucraniano, que por consideraciones políticas suele considerarse que son idiomas distintos. En la actualidad la mayoría de los fieles de esta Iglesia sui iuris que viven en Transcarpatia son de lengua ucraniana. La patria tradicional de los rusinos se extiende más allá de Transcarpatia, en Eslovaquia nororiental y en la región de Lemko en el extremo suroriental de Polonia.

## Variación del uso del término ruteno
El nombre rutheni aparece por primera vez aplicado a los habitantes de la Rus de Kiev en los Annales Augustiani de 1089 y continuó en los siglos siguientes siendo usado en latín (particularmente por la curia romana y la cancillería polaca) para referirse a los eslavos orientales, particularmente ucranianos y bielorrusos cristianos bizantinos que vivían al oeste de la línea entre el río Daugava y el bajo río Dniéper. Luego de la formación de la comunidad polaco-lituana en 1569 la palabra ruteno quedó asociada a los ucranianos y bielorrusos que quedaron dentro de sus fronteras, diferenciándolos de los rusos o moscovitas.
Luego de las particiones de Polonia (1772-1795) la palabra ruteno quedó restringida para referir primariamente a aquellos ucranianos que vivían en el Imperio austríaco en las regiones de Galitzia, Bucovina y Transcarpatia. Este uso se hizo oficial por las autoridades austríacas en 1843 a petición del metropolitano de Halych y permaneció así hasta el fin del Imperio austrohúngaro en 1918. Sin embargo de ello, desde principios del siglo XX los ucranianos de Galitzia comenzaron a preferir el uso de la palabra ucraniano. En la emigración a América del Norte que se produjo en las primeras décadas del siglo, el nombre ruteno se siguió utilizando entre los emigrados (en inglés Ruthenians).
En el período entre las dos guerras mundiales el nombre ruteno quedó aún más restringido para solo referir a los habitantes de Transcarpatia incluyendo a los emigrados a Estados Unidos. A partir de la incorporación de esa región a Ucrania al finalizar la Segunda Guerra Mundial, el término solo refirió a los emigrados en Estados Unidos. Desde la década de 1970 la palabra comenzó a ser remplazada por rusino.
En el uso de la Iglesia católica hasta el Anuario Pontificio de 1961 apareció que los rutenos de América estaban subdivididos entre los de Estados Unidos y los de Canadá, siendo los primeros repartidos entre dos jurisdicciones: una para los fieles oriundos de Galitzia y otra para los fieles oriundos de Subcarpatia. Este fue el último Anuario Pontificio que englobó a greco-católicos ucranianos y rutenos con el mismo nombre de rutenos, pues al año siguiente todos fueron clasificados como ucranianos y a partir del de 1963 en rutenos (de Transcarpatia), ucranianos (de Galitzia) y eslovacos (eparquía de Prešov). Desde entonces el nombre ruteno quedó identificado con los católicos bizantinos de origen transcarpatio.

## Historia

### En Europa
La mayor parte de Rutenia estuvo bajo el control del Reino de Hungría que promovió el trabajo misionero católico entre la población ortodoxa, incluyendo a los rusinos. Esta actividad culminó en la recepción de 63 de sus sacerdotes en la Iglesia católica el 24 de abril de 1646 en la ciudad de Úzhgorod (Unión de Úzhgorod), afectando lo que es hoy el este de Eslovaquia. En 1664 otra unión ocurrió en Mukácheve que implicó a los ortodoxos de la actual Transcarpatia en Ucrania y a los que vivían en la diócesis latina húngara de Hajdúdorog. Una tercera unión en 1713 afectó a los ortodoxos de parte de Transilvania (Maramureș) en la actual Rumania. Así, en el plazo de 100 años después de la unión de 1646, la Iglesia ortodoxa dejó virtualmente de existir en la región y los rusinos se habían convertido en su gran mayoría al catolicismo.
El 5 de noviembre de 1689 el papa Alejandro VIII mediante el breve Pro nostro pastoralis designó a Giovanni De Camillis como vicario apostólico de Mukácheve y todos los lugares de Hungría reconquistados a los turcos bajo la autoridad de la Congregación de Propaganda Fide, pero el gobierno austríaco lo mantuvo bajo dependencia del obispo de Eger como su vicario. Aplicaba el canon 9 del IV Concilio de Letrán (1215-1216) para los orientales residentes en diócesis latinas. El 19 de septiembre de 1771 el papa Clemente XIV mediante la bula Eximia regalium, a petición de la emperatriz María Teresa I de Austria, erigió la eparquía rutena de Mukácheve haciéndola sufragánea del primado húngaro de Esztergom, sin embargo de la solicitud del metropolitano greco-católico de Kiev-Galitzia para que fuera su sufragánea. El papa dispuso que se aplicara la legislación especial usada para los ítalo-griegos en el sur de Italia (Etsi Pastoralis del 26 de mayo de 1742). En 1775 la sede fue trasladada a la ciudad más grande de Úzhgorod manteniendo la denominación. Un seminario para los católicos rutenos fue instalado en Úzhgorod en 1778. Durante este período la Iglesia constaba de 711 parroquias. Desde 1774 el gobierno de María Teresa comenzó a emplear el término greco-católico para distinguir a los católicos de rito bizantino de los de rito latino o de rito armenio.
El 22 de septiembre de 1818 el territorio de la eparquía de Mukácheve fue dividido para crear la eparquía de Prešov y posteriormente 72 parroquias fueron transferidas a la eparquía rumana de Oradea Mare el 3 de julio de 1823 y fue creada la eparquía de Gherla el 23 de noviembre de 1853. Hacia 1821 el 65% de los fieles de la eparquía de Prešov eran étnicamente rusinos, mientras que el 14% eran rusinos magiarizados o húngaros y tan solo 1,7% eran polacos y 1,2% eslovacos. El 8 de junio de 1912, mediante la carta apostólica Christifideles Graeci rituscatholici la eparquías de Mukácheve, Prešov más otras católicas rumanas perdieron territorios para crear la eparquía de Hajdúdorog para los fieles católicos de rito griego residentes en Hungría. Debido al uso del húngaro en la liturgia de esta eparquía la Santa Sede dispuso el uso formal del griego en vez del eslavo eclesiástico de los rutenos.
Después de la Primera Guerra Mundial Transcarpatia se convirtió en parte de la nueva República de Checoslovaquia por lo que la eparquía de Mukácheve quedó entre los nuevos estados de Checoslovaquia y Hungría. La Iglesia rutena fue reorganizada entre las dos eparquías de Mukácheve y Prešov.
Al final de la Segunda Guerra Mundial la mayor parte del territorio con la población rutena de Transcarpatia, incluyendo Úzhgorod y Mukácheve, fue anexada a la Unión Soviética como parte de la República Socialista Soviética de Ucrania. Prešov permaneció en Checoslovaquia. En ambos países los greco-católicos rutenos fueron reprimidos. En 1946 el seminario de Úzhgorod fue cerrado y en 1949 la Iglesia greco-católica rutena fue integrada en la Iglesia ortodoxa rusa por las autoridades comunistas. Los rusinos de Checoslovaquia también fueron forzados a integrarse a la Iglesia ortodoxa, mientras que los de la región de Lemko fueron deportados en masa en 1947 a la Unión Soviética o a otras partes de Polonia. El obispo de Mukácheve, Teodor Romzha, fue asesinado por la NKVD de Stalin el 1 de noviembre de 1947.
En 1968 Checoslovaquia permitió el funcionamiento de la Iglesia greco-católica y la Unión Soviética lo hizo en 1990. Tras la caída del comunismo los católicos rutenos resurgieron. Al disolverse Checoslovaquia en 1991 el eparca de Prešov designó un vicario con sede en Praga para los bizantinos de la República Checa. En 1996 el papa Juan Pablo II estableció un exarcado apostólico para los católicos del rito bizantino en la República Checa desvinculándolo del territorio de la eparquía de Prešov y clasificándolo como ruteno bizantino. El obispo Romzha fue beatificado como un mártir por el papa Juan Pablo II el 27 de junio de 2001.

### Emigración a América del Norte
En la década de 1870 comenzó la emigración masiva de greco-católicos rutenos hacia los Estados Unidos. La primera parroquia (Saint Michael's) fue establecida en 1884 en Shannandoa en Pensilvania por el sacerdote Iván Voljanskyj del clero de Leópolis. En los años siguientes fueron establecidas parroquias en Freeland (1886), Hazleton (1887), Kingston (1888), Wilkes-Barre (1888), Olyphant (1888) (todas en Pensilvania), en Jersey City (1889), Passaic (1890) (en Nueva Jersey), en Mineápolis (en Minnesota, 1889), y en Whiting (en Indiana, 1889).
Los ritos orientales católicos fueron mal vistos por algunos obispos católicos en Estados Unidos. En 1891 el arzobispo John Ireland de la arquidiócesis de Saint Paul y Mineápolis rehusó aceptar las credenciales clericales del sacerdote ruteno Alexis Toth, alegando el decreto papal del 1 de octubre de 1890 que impedía en Estados Unidos el ejercicio del ministerio sacerdotal a los sacerdotes casados, a pesar de que Toth era viudo. a pesar de que Toth dependía de su propio obispo y estaba fuera de la jurisdicción de Ireland. Este arzobispo estaba involucrado en un esfuerzo para expulsar a los clérigos no latinos del país. En 1891 Toth y un grupo de rutenos se pasó a la Iglesia ortodoxa rusa. Desde entonces hasta su muerte en 1909, Toth atrajo a la ortodoxia a aproximadamente 20 000 católicos orientales de 65 comunidades. Para 1917, 163 parroquias con más de 100 000 fieles se habían convertido. Por esos esfuerzos Toth fue canonizado como santo por la Iglesia ortodoxa en América, creada en 1970 y cuyo núcleo fueron los fieles católicos rutenos conversos a la ortodoxia.
Luego de numerosas solicitudes para la designación de un obispo, en 1902 el sacerdote húngaro Andrew Hodobay del clero de Prešov fue enviado por el papa como visitador apostólico para todos los greco-católicos en Estados Unidos con la misión de investigar todos los aspectos de las controversias en que estaba la comunidad greco-católica. Debido a que Hodobay había sido recomendado por el gobierno húngaro, causó rechazo entre los greco-católicos que no provenían de Hungría y la comunidad se dividió. Para solucionar las divisiones el 8 de marzo de 1907 el papa Pío X nombró al ucraniano Soter Ortynsky como obispo para todos los eslavos católicos bizantinos de Estados Unidos, quien residió primero en South Fork en Pensilvania y en 1908 se mudó a Filadelfia. La carta apostólica Ea Semper del 14 de junio de 1907 dispuso que el obispo debía obtener la aprobación de cada obispo latino local en cuya diócesis se encontraba una parroquia greco-católica antes de ejercer cualquier autoridad sobre esa parroquia. De esa forma, él funcionó como vicario general para todos los greco-católicos en las diversas diócesis latinas en Estados Unidos. El 13 de mayo de 1913 el papa estableció un exarcado apostólico para todos los clérigos y las personas de rito ruteno en los Estados Unidos de América, reconociendo al obispo Ortynsky plena jurisdicción episcopal. Para entonces tenía 152 parroquias, 43 iglesias misionales, 154 sacerdotes y medio millón de fieles rutenos y ucranianos.
El 24 de marzo de 1916 falleció el obispo Ortynsky y la Santa Sede designó el 8 de junio de 1916 un administrador no obispo para los fieles rutenos, croatas, eslovacos y húngaros (Gabriel Martyak) y otro para los ucranianos. La comunidad greco-católica rutena en Estados Unidos permaneció desde entonces dividida y el 8 de mayo de 1924 el papa creó un exarcado apostólico para cada una de ellas, siendo el de Pittsburgh para los rutenos, con el obispo Basil Takach como exarca. La bula designó como sede a la ciudad de Nueva York, pero el exarca residió en Trenton en Nueva Jersey y poco después se mudó a Uniontown (Pensilvania) para luego fijar residencia en Munhall (Pensilvania) dedicando a la iglesia St. John the Baptist como su catedral el 5 de julio de 1926.
En 1929 el papa Pío XI prohibió por el decreto Cum data fuerit el servicio de sacerdotes rutenos casados en los Estados Unidos, obligándolos a retornar a Europa. En 1938 un grupo de 38 parroquias rutenas lideradas por el sacerdote Orestes Chornock de Bridgeport, Connecticut, en protesta por ese decreto y por la latinización litúrgica de su Iglesia, pasó a la ortodoxia en la jurisdicción del Patriarcado de Constantinopla. Chornock fue consagrado obispo de la diócesis ortodoxa cárpato-rusa americana con sede en Johnstown, Pensilvania, creada al efecto y que mantuvo las particularidades del rito ruteno. El problema del celibato fue resuelto recién en 1999 cuando el papa aprobó la ordenación de sacerdotes casados rutenos en los Estados Unidos.
Debido al incremento de fieles angloparlantes, durante el episcopado de los obispos Daniel Ivancho (1948-1954) y Nicholas Elko (1955-1967), el exarcado llevó adelante una política de americanización de la liturgia, con una progresiva adopción del inglés, la aceptación de fieles no rutenos y el abandono de algunas prácticas bizantinas. El obispo Elko obtuvo el permiso papal en 1955 para permitir el uso del inglés en la liturgia. A su vez el exarcado adoptó el nombre informal de Byzantine Catholic Church in America para enfatizar su carácter no griego. En la actualidad la metrópolis es multiétnica y sus miembros son predominantemente de habla inglesa. La mayoría son descendientes de rusinos, pero los descendientes de otras nacionalidades también están presentes, tales como eslovacos, húngaros y croatas, así como los de ascendencia no eslava ni de Europa oriental.
El 6 de julio de 1963 el papa Pablo VI dividió la jurisdicción y el exarcado apostólico fue elevado a eparquía de Pittsburgh, a la vez que creó la eparquía de Passaic, con sede en West Paterson, Nueva Jersey. El 21 de febrero de 1969 por el decreto Quando Quidem Christus fue elevada a archieparquía metropolitana de Munhall (renombrada el 11 de marzo de 1977 como archieparquía de Pittsburgh), creándose como sufragánea la eparquía de Parma, con sede en Parma (Ohio). La Iglesia rutena en los Estados Unidos alcanzó así el estatus de metropolitana sui iuris. El 3 de diciembre de 1981 fue separada de la eparquía de Parma la nueva eparquía de Van Nuys, con sede en Phoenix, Arizona. Esta eparquía fue renombrada como Holy Protection of Mary de Phoenix el 10 de febrero de 2010.
En junio de 1999 el Concilio de Jerarcas de la Iglesia metropolitana sui iuris de Pittsburgh promulgó las normas de autogobierno. En enero de 2007 fueron promulgadas las revisiones de la liturgia de San Juan Crisóstomo y de la liturgia de San Basilio el Grande siguiendo las recomendaciones del Concilio Vaticano II respecto de la deslatinización.
El 3 de marzo de 2022 la eparquía eslovaca canadiense fue reducida al rango de exarcado apostólico de los Santos Cirilo y Metodio de Toronto, que al mismo tiempo pasó a estar bajo la jurisdicción de la Iglesia greco-católica rutena, pues hasta entonces lo estaba de la Iglesia greco-católica eslovaca.

## Circunscripciones y estadísticas
De acuerdo al Anuario Pontificio 2016 a fines de 2015 en las 6 circunscripciones de la Iglesia católica bizantina rutena había: 419 500 fieles, 7 obispos, 664 parroquias, 507 sacerdotes seculares, 50 sacerdotes religiosos, 72 religiosos, 120 religiosas, 76 diáconos permanentes y 91 seminaristas.

### En el metropolitanatosui iurisde Estados Unidos
De acuerdo al Anuario Pontificio 2018 dentro del territorio del metropolitanato sui iuris de Pittsburgh a fines de 2017 existían las siguientes circunscripciones eclesiásticas bizantinas rutenas:
| Circunscripción                       | Tipo                        | País/países    | Provincia eclesiástica | Ciudad sede | Fieles bautizados (2017) | Obispos | Parroquias | Sacerdotes seculares | Sacerdotes religiosos | Religiosos | Religiosas | Diáconos permanentes | Seminaristas |
| ------------------------------------- | --------------------------- | -------------- | ---------------------- | ----------- | ------------------------ | ------- | ---------- | -------------------- | --------------------- | ---------- | ---------- | -------------------- | ------------ |
| Pittsburgh                            | Archieparquía metropolitana | Estados Unidos | Pittsburgh             | Munhall     | 57 177                   | 1       | 74         | 52                   | 7                     | 8          | 55         | 22                   | 1            |
| Parma                                 | Eparquía sufragánea         | Estados Unidos | Pittsburgh             | Parma       | 9084                     | 1       | 30         | 33                   | 0                     | 0          | 7          | 15                   | 3            |
| Passaic                               | Eparquía sufragánea         | Estados Unidos | Pittsburgh             | Passaic     | 11 828                   | 1       | 84         | 67                   | 9                     | 10         | 13         | 26                   | 0            |
| Santa María del Patrocinio en Phoenix | Eparquía sufragánea         | Estados Unidos | Pittsburgh             | Phoenix     | 2706                     | 2       | 19         | 31                   | 1                     | 3          | 3          | 13                   | 4            |
| TOTAL                                 | -                           | -              | -                      | -           | 80 795                   | 5       | 207        | 183                  | 17                    | 21         | 78         | 76                   | 8            |

De acuerdo al Anuario Pontificio 2016, en los Estados Unidos las estadísticas a fines de 2015 eran las siguientes:
- Archieparquía metropolitana de Pittsburgh (Pittsburgensis ritus byzantini): 57 407 fieles, 1 obispo, 74 parroquias, 53 sacerdotes seculares, 7 sacerdotes religiosos, 8 religiosos hombres y 58 mujeres, 22 diáconos permanentes y ningún seminarista. Su sede es la Catedral de San Juan Bautista en Pittsburgh.[17] Comprende en Estados Unidos los estados de Texas, Oklahoma, Alabama, Arkansas, Luisiana, Misisipi, Kentucky, Tennessee, Virginia Occidental, el este de Ohio y el centro y oeste de Pensilvania.[18]

Son sus sufragáneas:
- - Eparquía de Parma (Parmensis Ruthenorum): 9020 fieles, 1 obispo, 30 parroquias, 33 sacerdotes seculares, ningún sacerdotes religiosos, ningún religioso hombre y 3 mujeres, 15 diáconos permanentes y 2 seminaristas. Su sede es la Catedral de San Juan Bautista en Parma. Comprende en Estados Unidos los estados de Kansas, Dakota del Sur, Dakota del Norte, Nebraska, Iowa, Minnesota, Misuri, Illinois, Indiana, Míchigan, Wisconsin, y el oeste y centro de Ohio.
  - Eparquía de Passaic (Passaicensis Ruthenorum): 13 367 fieles, 1 obispo, 84 parroquias, 66 sacerdotes seculares, 9 sacerdotes religiosos, 10 religiosos hombres y 13 mujeres, 23 diáconos permanentes y 1 seminarista. Su sede es la Catedral de San Miguel Arcángel en Passaic. Comprende en Estados Unidos los estados de Florida, Georgia, Carolina del Norte, Carolina del Sur, Virginia, Nueva Jersey, Maryland, Delaware, Vermont, Maine, Connecticut, Rhode Island, Massachusetts, Nuevo Hampshire, Nueva York, el este de Pensilvania y el Distrito de Columbia.
  - Eparquía de Santa María del Patrocinio en Phoenix (Sanctæ Mariæ a Patrocinio in urbe Phœnicensi): 2706 fieles, 1 obispo, 19 parroquias, 28 sacerdotes seculares, 1 sacerdote religioso, 4 religiosos hombres y 4 mujeres, 11 diáconos permanentes y 2 seminaristas. Su sede es la Catedral de San Esteban en Phoenix. Comprende en Estados Unidos los estados de Arizona, California, Colorado, Oregón, Utah, Washington, Nevada, Alaska, Hawái, Idaho, Montana, Wyoming y Nuevo México.

### En Chequia y en Ucrania
De acuerdo al Anuario Pontificio 2018 fuera del territorio del metropolitanato sui iuris de Pittsburgh a fines de 2017 existían las siguientes circunscripciones eclesiásticas bizantinas rutenas:
| Circunscripción | Tipo                | País/países     | Provincia eclesiástica                | Ciudad sede | Fieles bautizados (2017) | Obispos | Parroquias | Sacerdotes seculares | Sacerdotes religiosos | Religiosos | Religiosas | Diáconos permanentes | Seminaristas |
| --------------- | ------------------- | --------------- | ------------------------------------- | ----------- | ------------------------ | ------- | ---------- | -------------------- | --------------------- | ---------- | ---------- | -------------------- | ------------ |
| Mukácheve       | Eparquía            | Ucrania         | Inmediatamente sujeta a la Santa Sede | Úzhgorod    | 320 000                  | 2       | 442        | 289                  | 31                    | 47         | 42         | 4                    | 89           |
| República Checa | Exarcado apostólico | República Checa | Inmediatamente sujeta a la Santa Sede | Praga       | 17 000                   | 1       | 21         | 44                   | 0                     | 0          | 0          | 1                    | 0            |
| TOTAL           | -                   | -               | -                                     | -           | 337 000                  | 3       | 463        | 333                  | 31                    | 47         | 42         | 5                    | 89           |

El 18 de enero de 1996 el papa Juan Pablo II creó el exarcado apostólico para los católicos de rito bizantino de la República Checa, nombrando a Ivan Ljavinec como obispo. La nueva diócesis permitió regularizar la situación de sacerdotes latinos casados que fueron secretamente ordenados durante el régimen comunista, 18 de los cuales fueron reordenados en el rito bizantino en 1997. El exarcado apostólico está bajo dependencia directa de la Congregación para las Iglesias Orientales. El exarcado apostólico tiene su sede en la Catedral de San Clemente en Praga.
De acuerdo al Anuario Pontificio 2016, en Chequia las estadísticas a fines de 2015 eran las siguientes: 17 000 fieles, 1 obispo, 21 parroquias, 40 sacerdotes seculares, ningún sacerdote religioso, ningún religioso hombres ni mujer, 1 diácono permanente y 1 seminarista.
De acuerdo al Anuario Pontificio 2016, en la eparquía de Mukácheve (Munkacsiensis) las estadísticas a fines de 2015 eran las siguientes: 320 000 fieles, 2 obispos, 436 parroquias, 287 sacerdotes seculares, 33 sacerdotes religiosos, 50 religiosos hombres, 42 religiosas mujeres, 4 diáconos permanentes y 85 seminaristas. Comprende en Ucrania la óblast de Zakarpatia y su sede es la Catedral de la Santa Cruz en Úzhgorod.

### Rutenos en otras jurisdicciones
En Eslovaquia los fieles bizantinos integran la Iglesia greco-católica eslovaca y en Hungría la Iglesia greco-católica húngara. En Rumania existe bajo la jurisdicción de la eparquía de Maramureș de la Iglesia greco-católica rumana el vicariato greco-católico ucraniano de Rumania, que asiste a greco-católicos ucranianos, rutenos y húngaros. Tiene un vicario general con sede en Rădăuți, del que dependen dos deanatos en Bucovina y en Maramureș.
En Croacia, Serbia, Kosovo, Eslovenia y Bosnia y Herzegovina los greco-católicos rutenos están integrados en la Iglesia bizantina católica de Croacia y Serbia. En 1914 el papa creó la administración apostólica para los greco-católicos rutenos de Bosnia y Herzegovina (Administratio apostolica catholicorum graeco rutheni ritus in Bosnia et Herzegovina), que fue suprimida en 1924 y su territorio reincorporado a la eparquía de Križevci. Fue clasificada como rutena de acuerdo a la nomenclatura de la época, pero la mayoría de sus fieles son greco-católicos ucranianos y algunos rusniacos. Desde 2005 integran la vicaría de Bosnia y Herzegovina (Grkokatolički vikarijat Križevačke eparhije u Bosni i Hercegovini) dentro de la eparquía con 10 parroquias y un centro espiritual en Prnjavor. En la eparquía de San Nicolás de Ruski Krstur en Serbia la mayoría de sus fieles son ucranianos y rutenos.
En Austria los greco-católicos rutenos forman parte del ordinariato para los fieles de rito bizantino de Austria.
En México existe una capilla rutena en Puebla de Zaragoza, la iglesia Natividad de la Theotokos, que depende de la arquidiócesis metropolitana de Puebla de los Ángeles.
En otras áreas de la diáspora rutena, incluyendo Australia, el Reino Unido y Canadá, los greco-católicos rutenos no se distinguen de los greco-católicos ucranianos formando parte de sus diócesis.
El Anuario Pontificio 2020 clasifica como rutena a la administración apostólica para los fieles católicos de rito bizantino en Kazajistán y Asia Central.